# Daniel Balavoine
Pour les articles homonymes, voir Balavoine.
Daniel Balavoine ([danjɛl balavwan]), né le 5 février 1952 à Alençon (Orne) et mort le 14 janvier 1986 aux environs de Gourma-Rharous (Mali), est un auteur-compositeur-interprète et musicien français.
Débutant à la fin des années 1960 comme chanteur de bal à Pau, il reprend Bob Dylan, avant d'intégrer de multiples groupes de rock où il signe ses premières compositions. Il se lance en solo en 1973, très inspiré par le rock progressif d'Outre-Manche (Genesis, Supertramp ou Queen).   
Porté par sa tessiture haute et ses vocalises, à mi-chemin entre opéra et hard-rock, Balavoine se fait finalement connaître en 1978 avec son troisième album Le Chanteur et son rôle de Johnny Rockfort dans l'opéra-rock Starmania de Michel Berger et Luc Plamondon. Durant huit ans, il accumule les succès tout en faisant évoluer sa musique durant les années 1980 vers un son pop-rock de plus en plus expérimental, voire novateur, par sa large utilisation des synthétiseurs et de la MAO. À sa mort, le chanteur désireux d'entamer une carrière internationale était sur le point de partir pour Londres fonder un groupe anglophone. En dix ans de carrière et huit albums, Daniel Balavoine a écrit et composé plus d'une centaine de titres et demeure l'un des artistes francophones les plus populaires, grâce à de nombreux tubes comme Mon fils ma bataille (1980), La vie ne m'apprend rien (1980), Tous les cris les SOS (1985) ou encore L'Aziza (1985). 
Il est aussi célèbre pour ses textes engagés et ses prises de positions publiques. Invité récurrent des médias pour son aura de polémiste, Daniel Balavoine n'hésite pas à interpeller le monde politique dans des interventions restées célèbres. Militant au sein de nombreuses associations comme Amnesty International, SOS Racisme ou les Restos du Cœur (nommé parrain par Coluche),,, le chanteur est aussi reconnu pour son investissement dans des actions humanitaires. Sa passion pour les sports mécaniques le conduit à participer deux fois au Rallye Dakar, en 1983 et 1985, d'où il revient bouleversé par la misère. En 1986, à la suite des grandes famines éthiopiennes, il développe avec d'autres artistes une opération nommée Action Écoles, avant tout destinée à lutter contre la faim en Afrique. Balavoine, profitant de la logistique du Dakar, achemine lui-même des pompes à eau pour la culture du riz au Niger et au Mali. C'est justement au cours d'une de ces opérations humanitaires qu'il meurt dans un accident d'hélicoptère, accompagné du directeur de la course Thierry Sabine.

## Biographie

### Les débuts (1952-1978)

#### 1952-1968: la jeunesse
Daniel Balavoine vit ses premières années au 85, rue de Bretagne à Alençon, où il naît le 5 février 1952. Issu d'une famille originaire des Landes et du Pays basque, il est le benjamin d'une famille de sept enfants. Il a deux sœurs : Marie-Françoise (née en 1940) et Claire (née en 1943) et trois frères : Bernard (né en 1944), Guy (né en 1946) et Yves (né en 1948). Son frère Xavier meurt d'une méningite foudroyante un an plus tôt, si bien que Daniel pensera être un bébé de remplacement et aura des rapports complexes avec sa famille, jugeant indécents les artistes qui s'épanchent sur leur vie personnelle.
Son père Émile est ingénieur en urbanisme et travaille pour le ministère de la Reconstruction. Sa mère Élisabeth Lamagdeleine est antiquaire et issue d'une vieille famille du Sud-Ouest de la France. Ils se séparent alors que Daniel a 6 ans, les enfants restant chez le père. Il passe la majorité de sa jeunesse dans le Sud-Ouest, Bordeaux, Biarritz puis Pau. En 1959, Daniel entre en pension à la suite de la mutation de son père en Algérie à Tizi Ouzou. Il apprécie peu le pensionnat qui lui fait perdre le goût de la religion et provoque chez lui un profond rejet de la discipline qui y règne. Vers 11 ans, il entend dans l'établissement She Loves You des Beatles ce qui — il le confiera plus tard — lui donne goût à la musique.
Lycéen au lycée Louis-Barthou de Pau, Balavoine est un élève doué, surtout en littérature. Il s'implique de très près dans la révolte étudiante de Mai 68 et s'imagine alors faire une carrière politique. Mais la fin du mouvement le déçoit, et il décide de se lancer dans la musique.
Après trois mois de terminale, il quitte son établissement en décembre 1969 afin de se consacrer à la musique.

#### 1968-1972: le temps des groupes
Il débute comme chanteur de bal et se produit à Pau de 1968 à 1971, notamment dans le quartier du Hédas, au Chaudron (actuellement Gusto), en interprétant Bob Dylan, mais aussi du hard-rock, comme Deep Purple ou Uriah Heep. Intégrant successivement les éphémères groupes de rock Réveil, Shake's puis Purple Eruption, il acquiert une petite notoriété locale.
En 1971, il décide d’aller une première fois à Paris avec ses amis. De retour à Pau, il est contacté par le groupe Présence afin de combler le départ de son chanteur, Erick Saint-Laurent. De nouveau à Paris, il passe une audition au cours de laquelle postule un autre jeune chanteur, du nom de Laurent Voulzy. Balavoine est retenu et commence alors à fréquenter les studios. Un premier 45 tours oscillant entre hard rock et slow sort chez Vogue : il ne s'en vendra que deux cent quarante-sept exemplaires. Malgré l'échec du disque, le groupe Présence se produit un peu partout en France.
En 1972, le groupe signe chez Warner Bros. mais Balavoine le quitte.

#### 1972-1978: les années galère

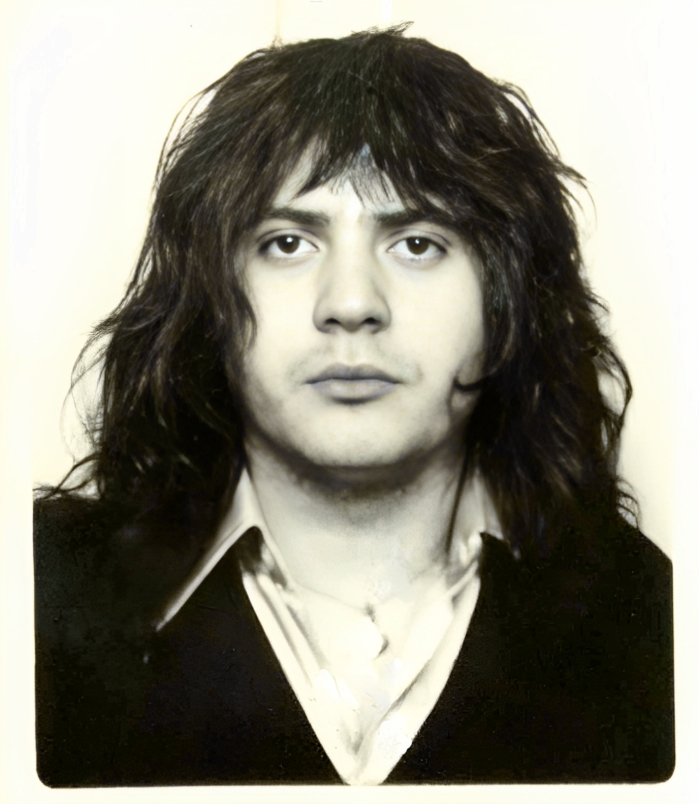
Photo d'identité de Daniel Balavoine prise en 1975 pour son adhésion à la SACEM.

Pour assurer le quotidien, Balavoine trouve un emploi de disquaire mais ne renonce pas pour autant à la musique. En 1973, la maison de disques Vogue le rappelle et l'encourage à entamer une carrière solo. Le 45 tours Viens vite sort mais obtient à peine plus de succès qu'à l'époque de Présence. Il gardera un mauvais souvenir de cette période en raison des exigences du directeur artistique. Daniel quitte Vogue et, accompagné de son frère Guy, devient choriste. La même année, ils sont engagés dans l'opéra-rock La Révolution française de Claude-Michel Schönberg, dont la sortie de l’album est suivie, la même année, par un passage au Palais des Sports de Paris.
À la même période, Patrick Juvet prépare son passage à l'Olympia et cherche un choriste avec une haute tessiture. Contacté par sa productrice, Daniel Balavoine est engagé et entame avec l'artiste une tournée au cours de l'année 1974. Leur collaboration se poursuit la même année sur le single Regarde, dont Balavoine écrit les paroles, et pour la conception du prochain album de Patrick Juvet, intitulé Chrysalide, publié chez Barclay. Daniel Balavoine y écrit et compose la chanson Couleurs d'automne, et écrit trois autres textes de l’album. Patrick Juvet, généreux, lui offre de chanter Couleurs d’Automne. C'est d'ailleurs pendant cet enregistrement que Daniel fait la connaissance d'Andy Scott, ingénieur du son, qui ne le quittera plus. Séduit par la voix de Balavoine, Léo Missir, vice-président et directeur artistique de Barclay, lui fait signer sur-le-champ un contrat de trois albums. Leur collaboration durera bien au-delà.
Le premier 33 tours de Daniel Balavoine sort en mars 1975 et s'intitule De vous à elle en passant par moi. L'album est un échec commercial à sa sortie et sera désavoué par l'artiste lui-même, le jugeant trop frivole. 
Entre 1975 et 1976, Daniel Balavoine a formé avec son frère Guy et Patrice Schreider, le groupe Mélodie S.A. qui a sorti deux 45 tours produits par Andy Scott : Et je m’en vais / Si peu d’été (1975) et Sally / Autrefois (1976). Ce dernier single permet à Balavoine de faire l’un de ses premiers passages à la télévision dans l’émission « Les Visiteurs du mercredi », même si le groupe ne rencontre pas le succès escompté.
Au cours d'un voyage en Pologne, Balavoine, heurté par le climat politique ambiant, imagine un album-concept autour du mur de Berlin, qu'il enregistre avec ses propres musiciens et son ami ingénieur du son, Andy Scott, bénéficiant de moyens qu'aurait obtenus un chanteur déjà célèbre. Intitulé Les Aventures de Simon et Gunther…, le disque, mêlant rock progressif et musique classique, sort en avril 1977 et bénéficie d'une promotion plus grande que sur l'album précédent. Malgré le succès d'estime, les ventes de cet ovni paru en pleine période disco restent faibles (seulement vingt mille exemplaires écoulés) et Eddie Barclay s'impatiente des résultats du chanteur et fait savoir à Léo Missir que le prochain album sera décisif. Parallèlement, Balavoine est choriste sur le premier album d'Alain Bashung, Roman-photos.
Entre-temps, Michel Berger, qui est en passe d'achever la composition de l'opéra-rock Starmania, cherche un chanteur pour interpréter le rôle de Johnny Rockfort. Impressionné par la prestation de Balavoine à la télévision sur Lady Marlène (l'unique titre du dernier album ayant réussi à percer en étant diffusé régulièrement à la radio et en étant interprété à la télévision par Balavoine,), il l'embauche. France Gall, alors compagne de Michel Berger, témoigne :

« La première fois qu'on a vu et entendu Daniel, c'était à la télé : Michel et moi étions assis par terre dans notre chambre de Beauséjour et regardions par intermittence l'émission de Guy Lux. Quand il est entré pour chanter Lady Marlène avec un grand orchestre, nous avons eu un choc. Raide comme un piquet, planté derrière son micro sur pied, il a commencé à chanter d'une voix qu'on n'avait jamais entendue, avec un timbre nouveau et une tessiture tellement large et aiguë qu'on en est restés bouche bée. »

Dès lors débute entre eux une grande et fraternelle amitié,,.

### Le chanteur (1978-1982)

#### 1978-1979: la reconnaissance

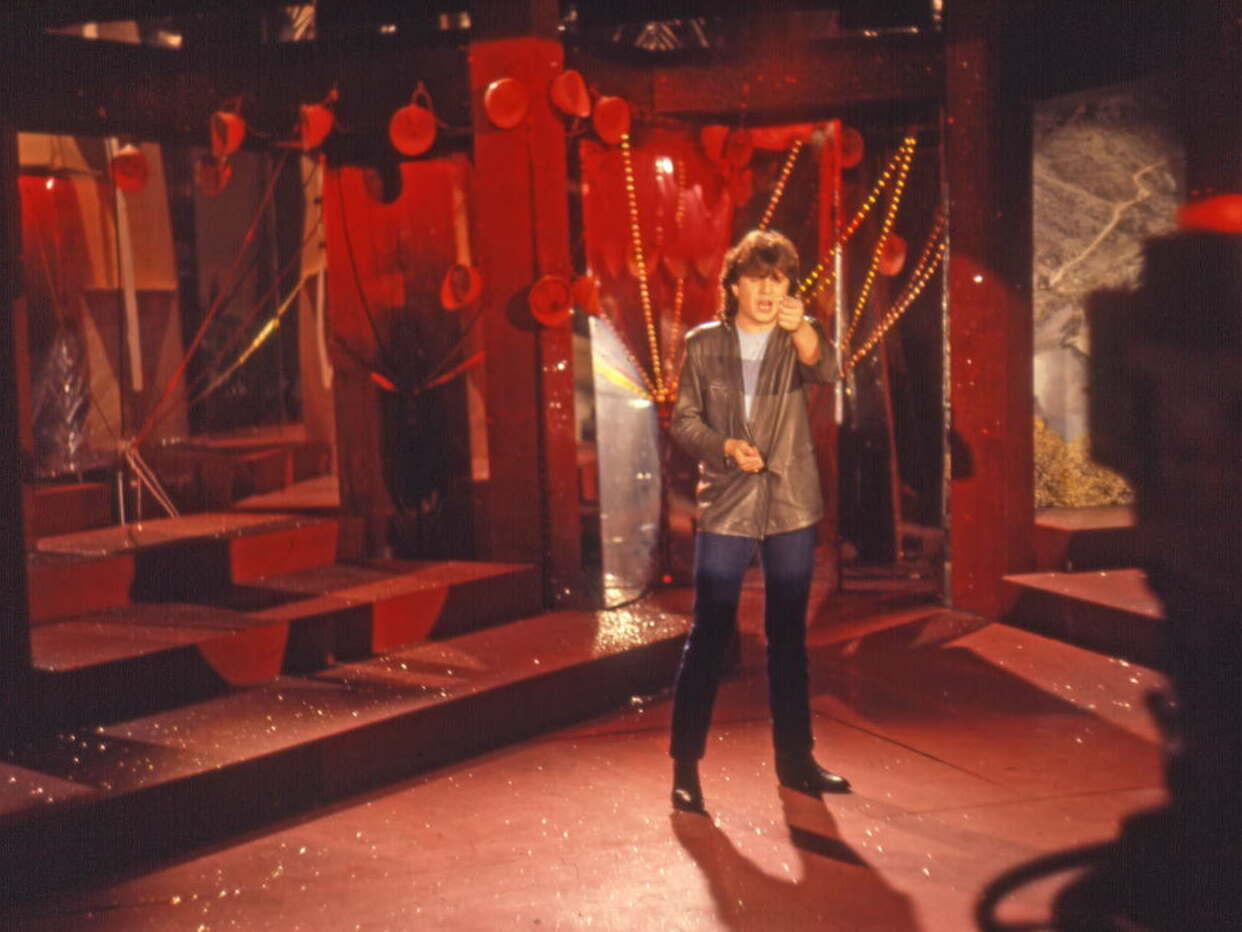
Daniel Balavoine sur le plateau de l'émission « Midi Première » de TF1, le 17 octobre 1980.

En octobre 1978 sort l'album studio de Starmania, dont de nombreux titres deviennent en quelques semaines des hits. Daniel y interprète Quand on arrive en ville, Banlieue nord et SOS d'un terrien en détresse, composé et taillé sur mesure à sa voix. Le disque demeure une des meilleures ventes françaises de l'histoire, cumulant plus de deux millions d'unités vendues. L'œuvre, plus tard adaptée en anglais, est tout aussi bien accueillie à l'étranger.
En parallèle — et après un 45 tours encore peu rentable, Je suis bien, sorti en février 1978, bien que lui permettant de bénéficier de l'interpréter à plusieurs reprises à la télévision — Daniel Balavoine enregistre son troisième album Le Chanteur avec le groupe Clin d'œil, dans les bacs quelques semaines avant la sortie de Starmania. Clin d'œil participera aussi aux deux albums suivants. La chanson Le Chanteur, qui donne son titre à l'album, obtient un succès fulgurant et se vend à plus de 500 000 exemplaires. Avec ce titre devenu un standard de son répertoire et qui demeure, aujourd'hui encore, un de ses plus célèbres, Balavoine, lucide et amer, chante les ambitions et les craintes d'un artiste en devenir. Les Oiseaux et Lucie seront également extraits du même album.
Cette double réussite, presque simultanée, fait passer Daniel Balavoine du statut de chanteur quasi méconnu à vedette en devenir, ce qui lui permet par la même occasion de renouveler sereinement son contrat chez Barclay.
Du 10 avril au 3 mai 1979, Starmania est joué au Palais des congrès de Paris, où 100 000 personnes défilent au spectacle, qui est enregistré et publié la même année dans l’album Starmania, le spectacle (live). La distribution, outre Daniel, se compose de France Gall, Diane Dufresne, Étienne Chicot, Fabienne Thibeault et Nanette Workman, pour ne citer qu'eux. Balavoine marque profondément cette production et sa participation accroît davantage sa notoriété en lui donnant une image de rebelle, voyou et tendre à la fois.
Fort de cette expérience réussie, il enregistre son quatrième album Face amour / Face amère, qui sort en octobre 1979 et comprend notamment Love Linda, dédié à sa nouvelle compagne Linda Lecomte, Rougeagèvre, Ces petits riens (une douce balade pop) et Me laisse pas m'en aller, dont la construction musicale rappelle celle du Chanteur. Sans réel tube, le disque est moyennement accueilli par le public, tout en étant salué par la critique qui lui décerne le prix Raoul-Breton. À Lille, au théâtre Sébastopol, le 24 novembre 1979, il donne le premier récital à son nom,.

#### 1980:Un autre monde, l’idole d'une génération
Balavoine se produit à l'Olympia du 31 janvier au 2 février 1980, où 1 200 spectateurs par soir viennent le voir, obtenant un accueil favorable des critiques professionnels. Il a voulu ce passage à l’Olympia, dont il a lui-même produit le spectacle, malgré l’absence de tube dans son précédent album. Toujours en ce début d'année 1980, il apparaît dans le film Alors… Heureux ?, jouant le rôle d'un brancardier homosexuel. Il en compose la bande originale, qu'il interprète avec le groupe Clin d’Œil et avec Andy Scott comme ingénieur du son, qui sort en 45 tours la même année.
En novembre 1980, il revient avec l'album Un autre monde, disque contenant Mon fils ma bataille (inspiré du divorce de son guitariste et ami Colin Swinburne), Je ne suis pas un héros (initialement écrit pour l'album À partir de maintenant de Johnny Hallyday) et La vie ne m'apprend rien. Ces tubes deviennent des incontournables de son répertoire, tout comme, dans une moindre mesure, Lipstick Polychrome. L'album rencontre un énorme succès commercial, avec 500 000 exemplaires vendus.

#### 1981-1982: continuité

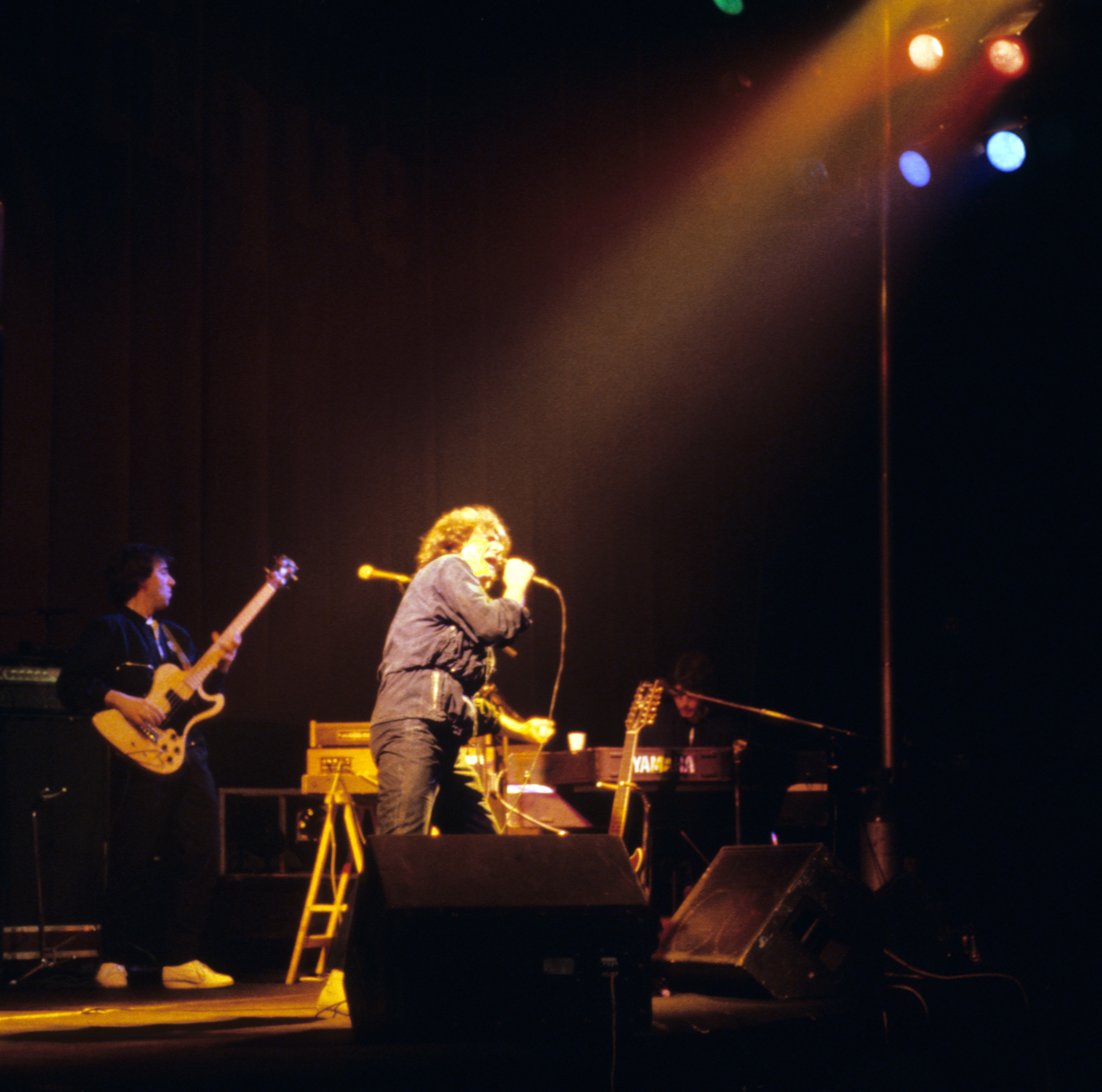
Daniel Balavoine sur scène à Strasbourg en avril 1981.

Fort du succès des nouvelles chansons, Daniel réinvestit la scène de l'Olympia du 10 au 14 mars 1981. Il fait salle comble et enregistre son premier album en public, Balavoine sur scène, qui paraît en novembre 1981. Il entame ensuite une grande tournée et participe le 22 octobre au concert 100 artistes pour les prisonniers d'opinion, au profit d'Amnesty International.[Quand ?].
Parallèlement, Daniel fait ses débuts de présentateur à la télévision, sur Antenne 2. En compagnie de Joëlle Mogensen (ex-chanteuse du groupe Il était une fois), il présente le 11 avril 1981 un nouveau concept d'émission de variétés baptisé Tout nouveau, tout beau. L'aventure tournera court et s'arrêtera à ce premier numéro.
Durant l'hiver 1981, il part à Ibiza enregistrer un sixième 33 tours avec de nouveaux musiciens, parmi lesquels le batteur américain Joe Hammer. À 30 ans, Balavoine veut amorcer un virage musical plus rock et électronique, s'écartant de plus en plus de l'acoustique. En avril sort Vendeurs de larmes, porté par la chanson Vivre ou survivre qui devient très vite un tube. Dieu que l'amour est triste, Soulève-moi et le titre éponyme de l'album sont aussi des succès notables. Le disque rencontre un grand succès et obtient le prix Diamant de la chanson française.
Estimant que ses productions sont maintenant dignes de concerts plus imposants, il investit la plus grande salle de spectacle parisienne de l'époque, le Palais des sports, où il joue à guichet fermé du 9 au 13 juin 1982. Les moyens mis en œuvre sont importants et Balavoine offre au public un grand spectacle. Séduit par l'acoustique du lieu ainsi que son ambiance, il restera fidèle à cette salle.
Balavoine se voit également proposer un rôle secondaire au cinéma dans le film Qu'est-ce qui fait craquer les filles... (1982).

### Balavoine sans frontières (1983-1986)

#### 1983:Loin des yeux de l'Occident
Passionné de sports mécaniques, Balavoine participe en janvier au Paris-Dakar. Tombé en panne à la première étape, il suit la caravane en touriste et découvre l'Afrique. Électrochoc pour Daniel Balavoine qui prend violemment conscience de la famine et de la pauvreté du continent. Revenant avec des images dures, il déclare : « Lorsqu'on voit au détour d'un village un môme à quatre pattes en train de ramasser des mouches pour les manger, il n'y a plus rien à dire ».
Durant l'été, il part en Écosse composer son septième album Loin des yeux de l'Occident. Sorti en octobre 1983 et réputé être son album le plus engagé, les textes évoquent les femmes du tiers monde avec Pour la femme veuve qui s'éveille, la torture avec Frappe avec ta tête, la drogue avec Poisson dans la cage, les dictatures d'Amérique du Sud avec Revolucion. Notons également : Partir avant les miens, dont le texte à l'annonce de sa mort sonnera comme étrangement prémonitoire. Musicalement, le disque, inspiré par Peter Gabriel, mêle sonorités électroniques et ambiances world music avec l'emploi de percussions africaines. Toutefois, l'album se vend moins bien que les précédents (250 000 exemplaires). Patrick Moraz, anciennement claviériste pour le groupe britannique Yes joue les claviers sur la chanson Partir avant les miens.
Durant l'année, Balavoine participe au conte musical Abbacadabra avec Frida du groupe ABBA, avec laquelle il enregistre le single Belle.
Pendant trois semaines, à 18 h 30, il tient une chronique quotidienne de 2 minutes 30 sur une éphémère radio 95.2. Il réagit à l'actualité en rédigeant des billets d'humeurs. En septembre 1983, il préfigure les Restos du cœur dans une de ses chroniques en émettant l'idée d'une grande « banque alimentaire ». Certains politiques[Lesquels ?] font comprendre au chanteur qu'il n'a pas à se mêler de tels sujets.

L'idée sera reprise par Coluche, à l'origine des Restos du cœur. Selon Fabien Lecœuvre : 

« À l'époque, son idée a déclenché un raz de marée médiatique. Politiques, journalistes et même des artistes lui ont reproché son idée et lui disaient : « Qu'il se contente de chanter ». Seul Coluche a pris la défense de Balavoine. D'ailleurs, il reprendra son projet et créera Les Restos du Cœur quelques semaines plus tard. »

#### 1984: la scène et la paternité

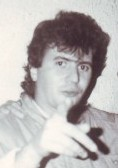
Daniel Balavoine en 1984.

Il publie en février 1984 le clip de Pour la femme veuve qui s'éveille, un des premiers en France tournés selon le format des courts métrages de MTV entre les studios de Forest National et le Sénégal.
Balavoine entreprend une tournée marathon à travers la France durant l'hiver-printemps 1984.
Le 15 juillet 1984, naît son fils Jérémie. Dans l'émoi et à titre promotionnel pour sa rentrée parisienne, il compose un 45 tours inédit Dieu que c'est beau illustrant d'une manière métaphorique l'accouchement avec des références omniprésentes à la Genèse. Frida Lyngstad, du groupe Abba, est l'une de ses choristes sur cette chanson ; il lui compose d'ailleurs le titre The Face pour son album Shine (1984). Dieu que c'est Beau est le premier titre de Balavoine à entrer au Top 50, nouvellement créé.
Sa tournée se clôture au Palais des sports du 21 au 30 septembre, où est enregistré le double album live Balavoine au Palais des sports. Daniel Balavoine présente au public un spectacle qui utilise les faisceaux Vari-Lite et la technologie HF (sans fil). Le décor est très dépouillé, Balavoine privilégiant largement la lumière et le rendu sonore, qu'il désire irréprochable. Les orchestrations des titres fluctuent entre world music et hard-rock.
Durant l'année, il compose et écrit l'album Vivre avec la Musique pour Catherine Ferry, où il expérimente pour la première fois l'échantillonneur Fairlight CMI qu'il vient d'acquérir pour un prix exorbitant.

#### 1985:Sauver l'amour
Le 1er janvier 1985, Balavoine se lance dans son deuxième Paris-Dakar comme copilote de Jean-Luc Roy à bord d'un Toyota. Ils arriveront à Dakar trentième.
Il devient arrangeur musical et ouvre une « cellule artistique » destinée à promouvoir le son reconnaissable de ses albums et sa technique de production réputée « raffinée » chez d'autres artistes. Admirative de Balavoine, Jeanne Mas restera sa première et dernière cliente. Le chanteur lui réalise deux titres : Cœur en stéréo et Oh Mama.
L'année 1985 marque l'entrée du showbiz dans le monde de l'humanitaire. Les artistes du monde entier se mobilisent pour l'Éthiopie qui subit alors une famine effroyable. À l'initiative de Bob Geldof qui a créé Band Aid l'année passée, un concert planétaire est donné le 13 juillet 1985 au Stade de Wembley qui est marqué par des performances scéniques, comme celle de Queen.
Une délégation française, composée de Michel Berger, France Gall, Jean-Jacques Goldman et Daniel Balavoine, est présente. Attristé que contrairement à plein d'autres pays il n'y ait pas eu de concert solidaire en France à cette occasion, le groupe décide d'en organiser un. Ce sera le concert des Chanteurs sans frontières, coorganisé par Renaud à La Courneuve le 13 octobre 1985. Daniel Balavoine y chante en duo Je marche seul avec Jean-Jacques Goldman et Il jouait du piano debout avec France Gall. Le concert en plein air, dont le prix des places fut jugé trop onéreux, avec seulement 15 000 spectateurs est considéré comme un échec, mais le disque SOS Éthiopie se vend bien. Balavoine qualifie le concert de « concert sans spectateurs ».
Durant l'été, Balavoine retourne en Écosse pour enregistrer son huitième album studio. Sauver l'amour paraît en octobre 1985. Le 33 tours est également diffusé en CD (format d'écoute encore rarissime à cette époque), ce qui, en bon amateur de nouvelle technologie, fait le bonheur de Daniel Balavoine. L'album est marqué musicalement par l'utilisation de l'échantillonneur Fairlight CMI, permettant une large gamme de sonorités nouvelles et encore inédites en France où l'appareil est peu utilisé.
Sur les neuf chansons que compte l'album, quatre deviennent des tubes : L'Aziza, en hommage à sa femme juive-marocaine Corinne, le plus grand succès de l'album dont les ventes en single dépassent le million d'exemplaires et lui vaut d'être classé no 1 du Top 50 un mois après sa mort tragique, Sauver l'amour (no 5 au Top 50), Aimer est plus fort que d'être aimé (non classé au Top 50, mais succès radiophonique) et l'hymne de la solitude Tous les cris les SOS. La quasi-totalité des titres traitent d'un problème politique ou social : une jeunesse incomprise pour Petite Angèle, le sujet grave des enfants soldats avec Petit homme mort au combat, la rupture avec Ne parle pas de malheur et la sécheresse (et a fortiori la famine en Éthiopie) avec Un enfant assis attend la pluie qui clôt l'album. Après sa mort, on apprendra que l'artiste avait cédé en secret tous les droits de cette dernière chanson au profit de l'Afrique[réf. nécessaire]. Toute la fin de l'année 1985 est consacrée à la promotion du disque. 1 240 000 exemplaires de l'album sont vendus (et 1 580 000 singles), ce qui en fait la meilleure vente toutes catégories confondues du chanteur.
Il participe à plusieurs manifestations parmi lesquelles, les premières Victoires de la musique, le 23 novembre, qu'il préside pendant une partie en remettant un prix à Jean-Michel Jarre et au groupe Téléphone. Le 7 décembre, il reçoit le prix de la chanson anti-raciste pour L'Aziza des mains de Harlem Désir au nom de SOS Racisme. Militant de la première heure au sein de cette association, il était inscrit comme militant de base au comité de Colombes, son lieu de résidence. Quelques jours plus tard, le 14 décembre, il participe au lancement officiel des Restaurants du cœur par son ami Coluche. Balavoine en est le premier parrain.
Par sa volonté d'être sur tous les fronts, le chanteur se voit extrêmement médiatisé durant cette période.
Le 4 janvier 1986, il participe à sa dernière émission en tant que chanteur, Succès made in France, animée par Désirée Nosbusch, où il interprète pour la dernière fois la chanson l'Aziza. Lors de cette émission, il est interviewé par l'animatrice pour évoquer les grands moments de sa carrière, où il précise que le Palais des Sports était sa salle de concert fétiche et que sa prochaine tournée commencera par des concerts dans cette salle en septembre 1986.

#### Janvier 1986: Paris-Dakar, Paris du cœur
Le représentant en France de Band Aid, Lionel Rotcage, l'encourage ainsi que Michel Berger, France Gall et Richard Berry à s'investir dans l'opération Action Écoles qui consiste à créer des comités d'élèves dans tous les établissements scolaires de France afin de lever des fonds et de financer des projets précis sur le continent africain.
Parmi ces projets, Daniel Balavoine se voit confier la responsabilité de l'opération Pompes à eaux pour l'Afrique, qui l'amène à repartir sur le Paris-Dakar, non pas en tant que concurrent, mais comme ambassadeur des Paris du cœur (une action humanitaire visant à installer des pompes à eaux dans des villages africains, en profitant de la logistique du rallye). Il supervise, avec l'aide du créateur et directeur de la course Thierry Sabine, ce programme en prenant appui sur le rallye. Il est alors prévu que Balavoine, alors en repos à Biarritz pour les fêtes de fin d'année, parte dix jours en Afrique (du 6 au 16 janvier 1986) pour mener à bien l'opération. Le 6 janvier, il est à Tamanrasset en Algérie et part rejoindre le staff du rallye-raid.
Ainsi, le 8 janvier 1986, on le voit assister à l'installation d'une des pompes à eau solaires dans un village voisin d'Agadez au Niger. C'est sa dernière apparition télévisée, bien qu'il existe un court film amateur tourné quelques heures avant sa mort.
Il rejoint ensuite à Niamey (Niger) le rallye le 13 janvier 1986 pour la journée de repos.

### Mort accidentelle

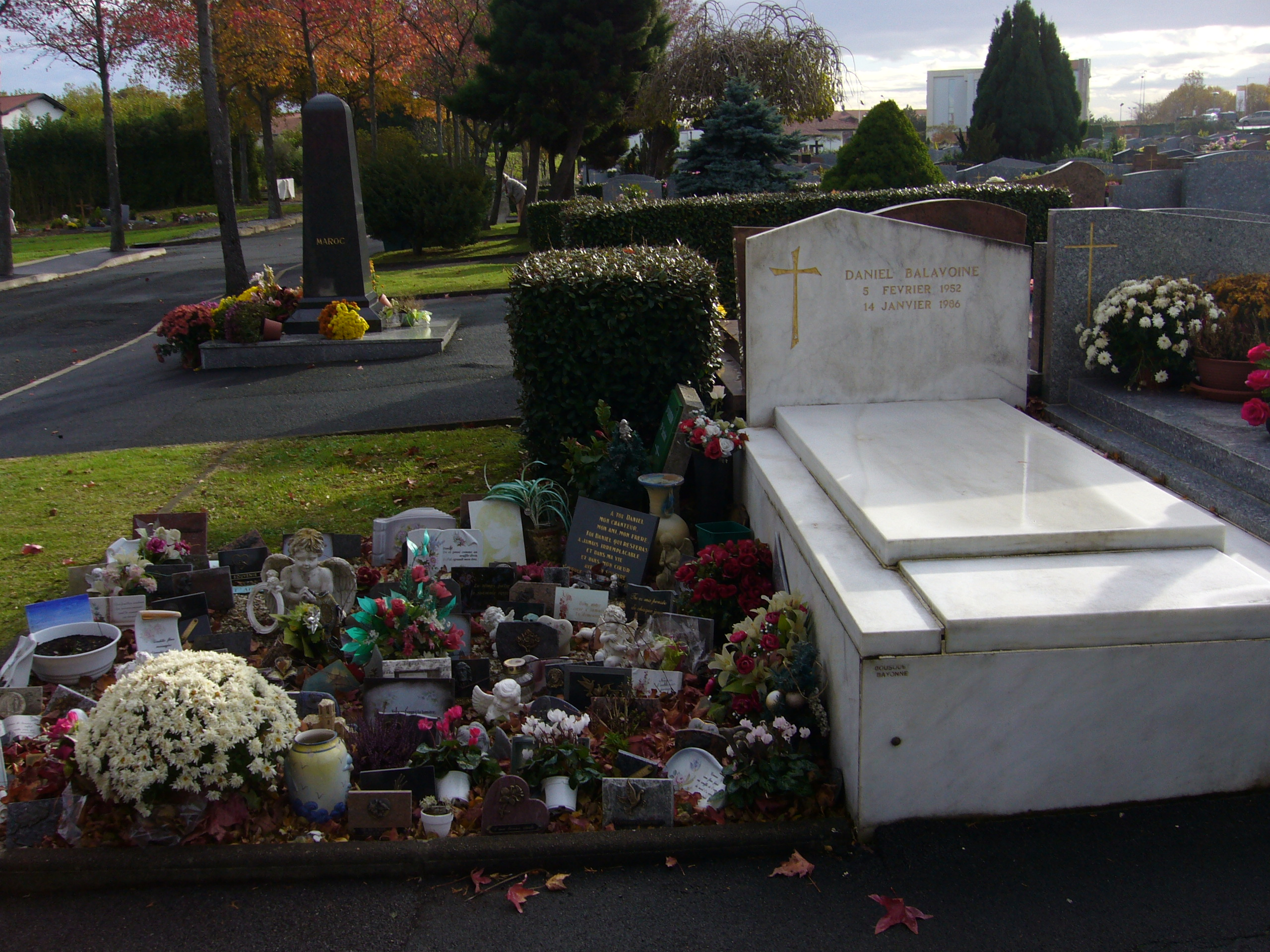
Tombe de Daniel Balavoine à Biarritz.

Présent lors du Paris-Dakar 1986 en tant qu'ambassadeur de l'action humanitaire des Paris du Cœur (Action Écoles), Daniel Balavoine négocie pendant une bonne partie de la journée du 14 janvier avec le gouverneur de Gao, dont les autorités bloquent une partie du convoi acheminant les pompes à eau. Le matin dans le petit avion qui l'emmenait de Niamey (Niger) à Gao (Mali), il donnait sa dernière interview filmée, volée au détour d'une conversation. Vêtu d'un sweat blanc et apparaissant très fatigué, il renouvelait sa confiance en son opération humanitaire au terme d'un échange bref.
Avec Thierry Sabine présent à ses côtés, ils donnent en fin d'après-midi le coup d'envoi d'un match de football entre l'équipe de Gao et celle de Mopti organisé dans le cadre du Paris-Dakar. La cérémonie s'éternise et le jour décline. Cette journée est décrite par tous les protagonistes comme l'une des pires de l'épreuve, avec un fort vent de sable, fluctuant tout au long de la journée. Thierry Sabine doit rejoindre par hélicoptère le bivouac de Gourma-Rharous, arrivée de l'étape à 250 km du site. Daniel Balavoine n'est pas prévu à bord. Plusieurs journalistes présents pour la couverture du rallye et prévus à bord ont ce jour-là échappé à la mort. Patrick Poivre d'Arvor, Yann Arthus-Bertrand, Jean-Luc Roy ou encore Patrick Chêne se seraient trouvés embarqués si deux avions en provenance de Bamako ne s'étaient pas posés par hasard sur le tarmac de Gao. Tous choisirent de s'y disperser.
Nathalie Odent, journaliste au Journal du Dimanche et VSD, ainsi que Jean-Paul Le Fur, technicien radio RTL, les remplacent dans l'hélicoptère. Jean-Luc Roy, sur la proposition de Thierry Sabine, auprès duquel Balavoine réclamait de temps à autre un baptême de l'air en hélicoptère, cédera sa place au dernier moment au chanteur qui finira, après quelques hésitations, par monter à bord, pressé par le temps.
À 17 h 15, l'appareil décolle. Le pilote François-Xavier Bagnoud commence par suivre le fleuve Niger (un repère plat et simple) afin de limiter tout risque. Une heure plus tard, ils se posent une première fois à Gossi pour donner le coup d'envoi de la deuxième épreuve chronométrée et repartent au coucher du soleil bien que l'hélicoptère ne soit pas équipé pour voler de nuit. Vers 19 heures, François-Xavier Bagnoud, n'y voyant plus rien décide d'atterrir vingt-deux kilomètres avant l'arrivée. Les conditions sont exécrables, la nuit est tombée et le vent de sable remonte en puissance.
Thierry Sabine appelle par radio le bivouac et demande qu'on leur envoie un véhicule pour terminer le parcours. Il sort de l'hélicoptère et croise un concurrent immatriculé 198. D'un ton calme et rassurant, il réitère sa demande d'aide au pilote Pierre Lartigue et au copilote Bernard Giroux. Claude Brasseur, témoin de leur ultime arrêt, décrira pourtant Thierry Sabine très énervé à l'idée de rester immobile sous l'autorité de son pilote[source insuffisante].
De manière inexplicable, ils redécolleront quelques instants plus tard en prenant en chasse le 4 × 4 de Charles Belvèze et de son coéquipier Jacquie Giraud, se guidant à partir des feux rouges arrière du véhicule. Les deux témoins décriront l'appareil comme volant en rase-motte à une dizaine de mètres au-dessus d'eux à très haute vitesse. Le terrain réputé vicieux, ce dernier accroche, après que le 4x4 a viré sur la gauche pour la contourner, le sommet d'une dune de 30 mètres incapable d'apprécier la déclivité progressive du terrain. Rapidement déstabilisé, l'hélicoptère bascule vers l'avant et se désintègre sur près de cent cinquante mètres. Il heurte dans sa chute un ou plusieurs acacias. Il est alors 19 h 20 ; l'accident se produit à seulement huit kilomètres et cinq minutes de vol du bivouac de Gourma-Rharous (approximativement 16° 49′ 52″ N, 1° 52′ 23″ O), en plein désert malien. Le pilote, François-Xavier Bagnoud et les quatre passagers, Nathalie Odent, Jean-Paul Le Fur, Daniel Balavoine et Thierry Sabine, meurent sur le coup.
Si l'accident en lui-même, même s'il est mal compris faute de témoins, reste a priori lié aux conditions météorologiques difficiles, la raison de leur dernier décollage semble irrationnelle et demeure à ce jour inexpliquée. Durant longtemps, la seule et unique réponse qui ait été avancée est la thèse d'une blessure, se fondant sur la découverte de gazes, à l'endroit de leur arrêt. Morsure de serpent, piqûre de scorpion ou tout autre traumatisme suffisamment grave pour s'envoler en urgence et ainsi arriver le plus vite possible à destination, et ce, malgré le danger[source insuffisante].
Le corps de Daniel Balavoine est, dans les jours qui suivent, rapatrié en France pour y être inhumé. Son cercueil est exposé un temps au public au funérarium du mont Valérien à Nanterre.
Ses obsèques furent célébrées le 20 janvier 1986 à Biarritz (Pyrénées-Atlantiques), où il repose désormais, au cimetière de Ranquine,.
En 2015, Jean Pernin publie Daniel Balavoine, meurtre déguisé?, une contre enquête sur l'accident qui révèle de nombreuses zones d'ombre : explosif retrouvé sur la queue du rotor arrière de l'hélicoptère, faux témoignages, le rapport d’accident jamais rendu public... D'après des témoignages et des documents, Pernin avance l'hypothèse d'un assassinat causé par la découverte d'un trafic d'armes,.

### Conséquences de sa mort
La mort de Daniel Balavoine intervient à un moment charnière, où le chanteur bouillonne de projets et rêve d'entamer une carrière internationale. Il désire s'exporter outre-Manche et créer un groupe.
Voulant repartir de zéro, Daniel Balavoine devait s'envoler et s'installer à Londres dès février 1986. Son introduction sur le marché du disque anglais se serait réalisée par l'intermédiaire de l'ex-chanteur de Genesis, Peter Gabriel, avec qui Daniel Balavoine était en pourparlers en vue d'une collaboration artistique, et de Peter Hammill, membre fondateur de Van der Graaf Generator, qui, outre des maquettes que le chanteur lui avait envoyées, travaillait d'ores et déjà à une adaptation de la chanson Sauver l'Amour en anglais. Entièrement anglo-saxonne et réservée, du moins pour un premier temps, au marché britannique, cette nouvelle production nommée Bicycle (du nom de ses éditions personnelles[Quoi ?]), chantée en anglais, aurait été pour lui l'occasion de renouer avec ses débuts, mais aussi de gagner l'estime de tout le milieu rock en allant s'imposer en Grande-Bretagne. L'équipe aurait été la même que pour l'enregistrement de Sauver l'amour, composée, outre Balavoine, du batteur Joseph Hammer, du guitariste John Wooloff et du claviériste Matt Clifford (plus tard claviériste des Rolling Stones), le tout accompagné d'Andy Scott à la réalisation. Un 45 tours à titre expérimental serait sorti au cours de l'année 1986, puis, selon le succès, un premier album en anglais vers fin 1987.
En parallèle, Balavoine voulait continuer sa carrière française, mais de manière moins intense que la décennie écoulée. Sa salle fétiche, le palais des Sports, devait à nouveau l'accueillir pour trois semaines de concerts, une durée exceptionnelle, dès la fin septembre 1986. Il n'était d'ailleurs pas exclu que la formation anglaise s'occupe de la première partie du spectacle en interprétant des inédits. Le spectacle aurait inauguré une tournée qui se serait étendue de la France aux Pays-Bas, en passant par l'Allemagne, jusqu'en mars 1987. Elle aurait rejoint celle de Jeanne Mas au palais des Sports de Lyon, où les deux artistes envisageaient de donner un spectacle en commun.
Le chanteur, estimant que son métier n'est pas une fin en soi, disait vouloir mettre un terme à sa carrière autour de la quarantaine pour pouvoir commencer autre chose — politique, production, cinéma, écriture, etc. — sans savoir encore. Dans une interview en février 1984 sur Europe 1, il déclarait être très intéressé par l'écriture d'un roman. Certaines personnes de son entourage affirment qu'il aurait quand même continué la musique.

### Postérité

#### Succès posthume
En à peine huit ans de succès (1978-1986), Balavoine laisse près d'une vingtaine de tubes. Nombre d'artistes ont interprété ultérieurement des chansons de son répertoire, tels que Florent Pagny, Liane Foly, Léna Ka, Jeanne Mas, Nicole Rieu, Pascal Obispo, Patrick Fiori, la troupe des Enfoirés, Marie Denise Pelletier ou Grégory Lemarchal.
Il est fréquemment diffusé sur les ondes (en 2003, ses titres étaient diffusés en moyenne une fois par heure) et souvent repris à la télévision.
Il jouit encore aujourd'hui d'une grande popularité, en témoignent les ventes de ses principales compilations : L'Essentiel (paru en 1995) vendue à 720 000 exemplaires et Balavoine sans frontières (paru en 2005) atteignant les 150 000 copies. Ses actions humanitaires et prises de positions sont unanimement saluées. Boudé durant un temps par la nouvelle génération, il est désormais salué par des rappeurs comme Soprano et Youssoupha, et des chanteurs comme Mickaël Miro, Christine and the Queens.

#### Hommages
Quatre jours après sa mort, Jean-Jacques Goldman lui a rendu hommage en direct dans Champs-Élysées en lui dédiant sa chanson Confidentiel, dont les paroles reflètent son état d'âme vis-à-vis du disparu.
Alors qu'elle remporte le concours « Tremplin de la musique du Festival de Wallonie » en 1986, Lara Fabian décide de faire figurer sur la face A de son premier 45 tours la chanson écrite et composée en hommage à Daniel Balavoine par Marc Lerchs L'Aziza est en pleurs. Remarquée par Claude Rappé de RTL, elle sera sélectionnée par le producteur Hubert Terheggen pour représenter le Luxembourg à l'Eurovision 1988. En 1986, le chanteur Enriqué Fort sort le single Te revoir Daniel.
Michel Berger a écrit et composé pour France Gall la chanson Évidemment (sur l'album Babacar, en 1987), en hommage à Daniel Balavoine. Il lui a également fréquemment dédié sa chanson La Minute de silence lors de concerts. Michel Berger écrira sur son dernier disque Double jeu, la chanson La lettre en hommage à Daniel Balavoine et sa compagne, Corinne.
Lors de sa tournée 1986-1987, Jeanne Mas interprète Lucie dans son tour de chant. Elle choisira de reprendre systématiquement une chanson de Daniel Balavoine lors de ses tournées en France.
En décembre 1987, Julie Pietri rend à son tour hommage au chanteur lors de ses concerts à l'Olympia, en interprétant La vie ne m'apprend rien.
Dans son album Rocktambule (1988), Catherine Lara inclut sa chanson I.E.O., écrite à partir de titres et paroles de chansons de Daniel Balavoine.
De même, Francis Cabrel enregistre sur son album Sarbacane (1989) la chanson Dormir debout dans laquelle il rend hommage à « l'homme qui courait après Lucie » et « l'homme qui pouvait sauver l'amour ».
En 1990, Johnny Hallyday inscrit pour la première fois à son répertoire Je ne suis pas un héros, chanson qui lui était au départ destinée, et la dédie lors de son tour de chant à Daniel Balavoine. Sortie en single, cette version live devient un tube et cela malgré la censure qui l'interdit de radio et de télévision durant la Guerre du Golfe. (voir album live Dans la chaleur de Bercy).
En 1997, les Enfoirés reprendront Sauver l'amour, puis en 2004 Tous les cris les SOS comme hymnes officiels.
En 1999, Liane Foly inclut une reprise de La vie ne m'apprend rien sur son album Acoustique.
En 2000, une sélection d'artistes composée de David Hallyday, Florent Pagny, Francis Cabrel, Hélène Ségara, Jean-Louis Aubert, Khaled, Liane Foly, Marc Lavoine, Roch Voisine et Stephan Eicher reprennent ses chansons sur l'album Balavoine hommages….
En 2004, la troupe des Enfoirés fait de Tous les cris les SOS son hymne de l'année.
Le 17 avril 2004, l'astéroïde (214081) Balavoine a été nommé en sa mémoire.
En 2005, dans l'attente du vingtième anniversaire de sa mort, la Star Academy reprend Je ne suis pas un héros et lui rend hommage sur un album de reprises Star Academy chante Daniel Balavoine.
En 2010, le rappeur Soprano lui rend aussi hommage dans sa chanson Hiro en affirmant vouloir remonter le temps pour « boycotter » son décollage.
Marc Lavoine a pour sa part interprété Sauver l'amour en duo avec Joana Balavoine (née le 1er juin 1986), fille de l'artiste disparu, lors de l'émission Daniel Balavoine, Évidemment diffusée en juin 2011.
En 2015, le rappeur Youssoupha revisite le court titre Pour faire un disque sorti en 1982.
En 2016, à l'occasion des trente ans de la mort du chanteur ce sont Bessa, Cats on Trees, Christophe, Damien Loretta, Emmanuel Moire, Florent Pagny, Jenifer, Josef Salvat, Marina Kaye, Nolwenn Leroy, Ours, Raphael, Shy'm, Zaho, Zaz et Christine and the Queens qui lui rendent hommage sur l'album Balavoine(s). Bien qu'ayant obtenu un succès commercial, cet album hommage est très critiqué,.
En 2017, Matthieu Chedid (-M-) rend hommage au chanteur en interprétant lors de sa tournée Lamomali, album aux accents profondément inspirés du Mali le titre Sauver l'amour accompagné de l'artiste malienne Fatoumata Diawara. Cette reprise chantée en chœur par le public du festival Francofolies sera présente sur l'album live Lamomali Airlines sorti en novembre 2017.
En 2020, Benjamin Biolay reprend Tous les cris les SOS sur la réédition de son album Grand Prix.
Le 4 juin 2020, le rappeur Gips reprend le titre phare L'Aziza pour lui rendre hommage, puis déclare le 13 janvier 2021 dans Briiips Vol. 2 : « J'suis pas comme Balavoine j'ai le flow mais j'ai pas la voix. »

### Vie privée
En 1972 il se marie avec Dominique Schroo, qu'il rencontre au Gibus. Une femme qu'il épouse à 20 ans, contre la volonté de sa mère. Ils se séparent en 1974 et divorcent en 1979. Il évoque leur relation dans la chanson Couleurs d'automne (1974).
De 1974 à 1977 il partage la vie de Catherine Ferry, révélée à l'Eurovision en 1976, et tombée amoureuse du chanteur lors d'un concert de son groupe Présence. Il lui dédie la chanson l'Enfant aux yeux d'Italie (1975), en référence à ses origines siciliennes. Catherine Ferry quitte le chanteur, réputé jaloux et volage,. Chanteuse elle-même, il devient son producteur, compositeur et arrangeur jusqu'à sa mort. Sur le rallye Dakar en 1986, il était en train de lui adapter en français la chanson The Face (1984), qu'il avait composée pour Frida (ex-ABBA) deux ans auparavant.
En 1977 il rencontre Linda Lecomte, jeune Montoise programmatrice musicale à la RTBF, lors de la promotion de son album Les Aventures de Simon et Gunther… Linda lui inspire les titres Love Linda et Rougeagèvre (1979). Daniel Balavoine partage alors sa vie entre Mons et la banlieue parisienne. Elle participera aussi à l'écriture de quelques chansons pour Catherine Ferry dont Bonjour Bonjour (1982) et Vivre avec la Musique (1984). Le chanteur met brutalement fin à cette relation en 1982.
C'est au cours d'une manifestation en 1981 qu'il rencontre sa dernière compagne et mère de ses deux enfants, Corinne Barcessat (dite Coco Balavoine), alors attachée de presse. Balavoine navigue alors entre Biarritz et sa maison rue Félix à Colombes. De cette relation, officialisée lors de l'enregistrement de Vendeurs de larmes qui se déroule en décembre 1981, naîtront deux enfants : Jérémie (1984), à qui il dédie la chanson Dieu que c'est beau, et Joana (1986), née cinq mois après la mort du chanteur. Daniel Balavoine écrira L'Aziza (1985) en hommage à Coco, juive pied-noir, née à Casablanca. Elle est aujourd'hui mariée au réalisateur de télévision Serge Khalfon (avec qui elle a eu deux enfants). Son fils Jérémie Balavoine est devenu musicien. Sa fille Joana est chanteuse du groupe de musique Gentle Republic. Pour la première fois, en 2016, Joana Balavoine parle de son père dans un documentaire-événement qui lui est consacré : J’me présente, je m’appelle Daniel. En 2021, elle fait part de son combat contre la drogue dans une bande dessinée, Les Lions endormis, publiée aux éditions Grand Angle.

## Prises de positions et polémiques

### Sur la jeunesse face à François Mitterrand
Il fait sensation le 19 mars 1980, lors d'un débat au journal de midi sur Antenne 2 au cours duquel il prend à partie François Mitterrand (encore dans l'opposition et premier secrétaire du Parti socialiste) et par la même occasion les journalistes présents sur le plateau, les accusant d'ignorer les problèmes de la jeunesse dans une tirade restée célèbre. Les médias l'érigent alors en porte-parole de cette même jeunesse, un rôle qu'il réfute et dont il désirera toujours se défaire estimant que ce n'était pas du tout son intention. Il devient néanmoins un invité incontournable des émissions-débats, devenant un « bon client » aux yeux des médias. Après cette intervention, il est catalogué comme chanteur engagé dans l'esprit du grand public.

### Diatribe antimilitariste lors de la guerre du Liban
Le chanteur est l'invité de l'émission d'information 7 sur 7 le 23 octobre 1983, jour de l'attentat du Drakkar au Liban où son frère Yves — militaire — est basé. Il lance sous le coup de l'émotion : « J'emmerde les anciens combattants ! »; phrase adressée à tous ceux qui souhaitent à la jeunesse « une bonne guerre ». Il poursuit avec véhémence et colère dans une diatribe profondément antipolitique et antimilitariste. Son propos fait scandale et deux semaines plus tard, il s'explique publiquement dans une émission de Michel Drucker, ce qui n'empêche pas l'annulation de certains de ses concerts du fait de manifestations d'anciens combattants, notamment à Avignon.

### Philosophie politique
En bon ami, il soutient à l'époque la candidature de Coluche à l'élection présidentielle de 1981. Après le retrait de ce dernier, François Mitterrand lui demande de se joindre à sa campagne. Balavoine, sensible aux idées de gauche, chante dans la première partie de ses meetings pendant quelques semaines avant de se rétracter, refusant ce qu'il estime être une récupération politique. Il déclarera plus tard : « Je ne fais pas de politique, je fais du sentiment politique ».

## Le style Balavoine

### Les textes
Son écriture, engagée par les sujets traités, brosse le portrait de facettes sensibles de la société : célébrité, divorce, enfance, argent et réussite sociale, travail, guerres, drogue, torture, politique, amour, tolérance et racisme, drames humanitaires, vie et mort, etc.
Il inclut dans une grande majorité de ses chansons la notion d'espoir au sein d'un environnement désespérant : Vivre ou survivre et Tous les cris les SOS illustrent bien cette idée, autant textuellement que musicalement. Balavoine est fréquemment montré comme appartenant à une certaine mouvance romantique.

### Compositions
« Je ne fais pas de la variété, cela n'a rien à voir avec la musique de Michel Sardou », résumait Daniel Balavoine.
Durant toute sa carrière, il n'a de cesse de blâmer les critiques rock qui, à son sens, censurent son statut de « rockeur » et ne reconnaissent pas à part entière son travail, ou tout simplement ne considèrent pas sa musique comme étant du rock/pop. Cette quête permanente de reconnaissance artistique fut plus ou moins récompensée en 1984, année où l'émission Les Enfants du rock lui consacre un portrait. Il gardera toutefois une profonde amertume envers cette presse spécialisée. C'est d'ailleurs une des raisons pour lesquelles il voulait partir en Angleterre, avec l'ambition de fonder un groupe de rock qui lui aurait assuré une légitimité à long terme.
Grand détracteur de la catégorie « variétés », du moins dans le sens péjoratif qu'on lui donne, il essaie, à la moindre interview et par tous les moyens, d'échapper à cet étau, à son goût hautement réducteur. Balavoine définit la musique comme prioritaire sur les textes, sans pour autant les dénigrer, se distinguant ainsi du modèle français de tradition plutôt littéraire ne voulant en aucun cas être comparé à des poètes tels que Jacques Brel, Léo Ferré ou Georges Brassens.
Il désire faire la synthèse entre la musicalité rock anglaise et la langue française, à laquelle il reste viscéralement attaché (il chante en 1978 Le français est une langue qui résonne), déplorant le diktat sur les marchés du disque d'une mondialisation linguistique anglo-saxonne : « Pour moi, je suis amoureux de la France et de la langue française. Il est temps que le français soit une langue qui s'assume dans la chanson ».
Daniel Balavoine est l'un des rares chanteurs français à avoir introduit des instrumentaux dans ses albums studios : Correspondances (dans l'album Les Aventures de Simon et Gunther… en 1977), Un autre monde (dans l'album homonyme en 1980) et La Danse (dans Vendeurs de larmes en 1982).
Issu de la nouvelle scène française émergeant au milieu des années 1970, à savoir les Michel Berger, Alain Souchon, Francis Cabrel, Laurent Voulzy, Renaud ou Jean-Jacques Goldman, il se distingue par sa volonté de mettre en avant l'instrumentation électronique, et d'utiliser principalement les synthétiseurs (dans la deuxième moitié de sa carrière).
Il n'hésitait pas à critiquer une majorité d'artistes français établis, qu'il accusait alors de faire de la musique de « music hall », pas assez en rapport avec les attentes de la jeunesse tendant à se tourner davantage vers la musique anglo-saxonne.
Il prend pour modèle essentiellement le groupe Genesis et ses membres : Phil Collins, mais surtout Peter Gabriel, détenteur d'un univers bien particulier, idole du chanteur. Une collaboration entre les deux artistes avait même été envisagée.
Balavoine était enthousiaste face à l'arrivée des nouvelles technologies (le CD naissant et l'informatique), motivé par la perpétuelle recherche de sons nouveaux. C'est dans cette optique d'innovation qu'il s'essaye même à la world music avec Pour la femme veuve qui s'éveille dont découle l'album Loin des yeux de l'Occident.

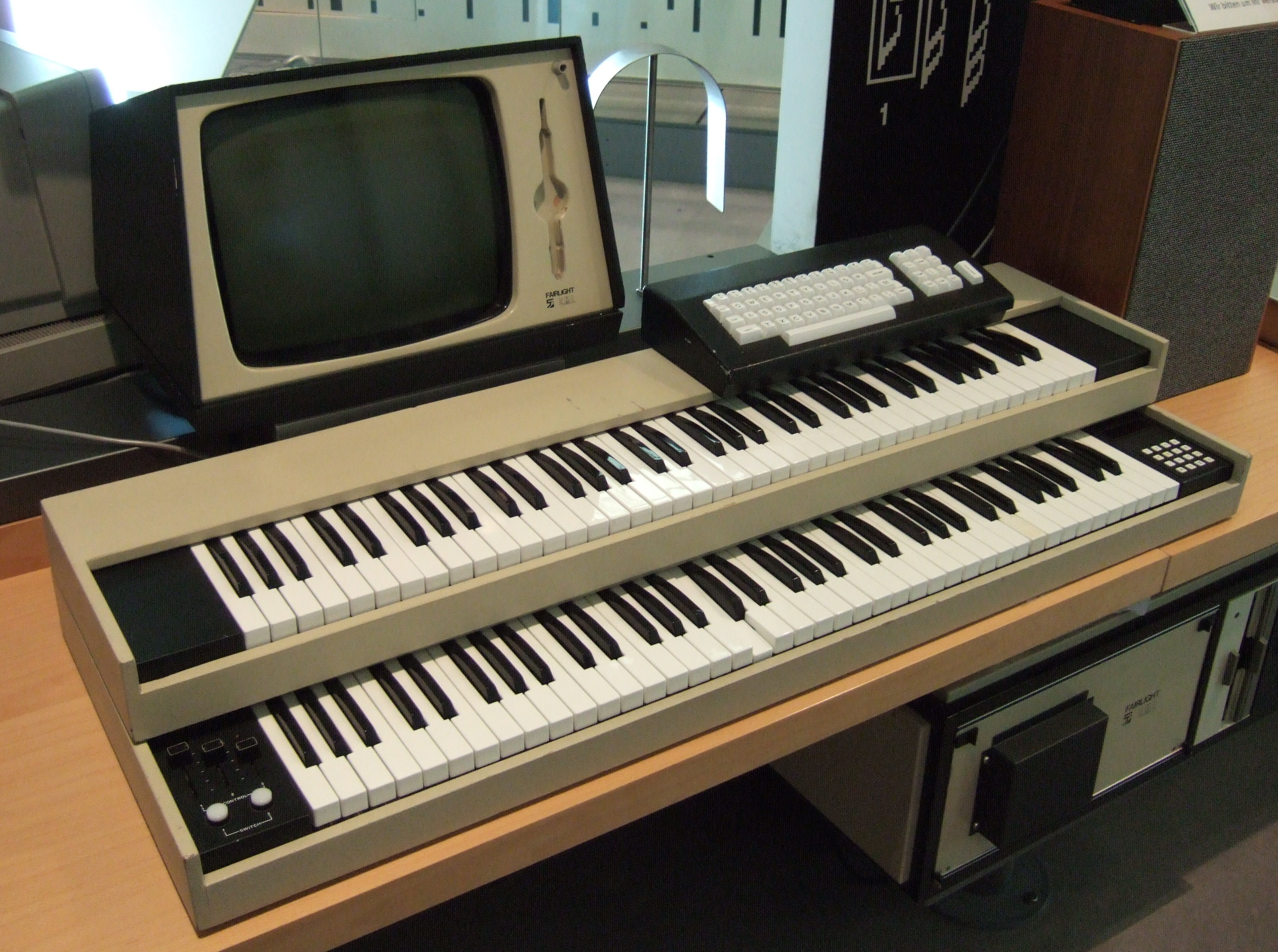
Un Fairlight CMI.

On note que son achat du Fairlight CMI marque un tournant décisif dans sa carrière. Grâce à ce matériel, il est l'un des premiers à avoir expérimenté le concept du home studio : l'informatisation de la musique lui permet de composer et travailler chez lui. L'échantillonneur Fairlight, permettant d'enregistrer des sons réels puis de les échantillonner pour pouvoir ensuite les jouer, lui octroie un éventail presque infini de possibilités musicales.
En découlent des airs inédits, telle l'intro de Tous les cris les SOS matérialisée par un vrai sifflement de train, mêlé à des taiko japonais. Les percussions ainsi que les effets synthétiques (synthèse proche de l'orgue ou du violon) occupent un rôle qui ne cessera de croître, devenant ainsi priorité sur Sauver l'amour. Sauver l'amour ne peut pas être non plus réduit à un album de « laboratoire », album dont certains morceaux seraient d'ailleurs qualifiés d'électro-pop aujourd'hui, le solo de guitare de L'Aziza joué en une prise au retour du Live Aid par John Woolloff est un parfait contre-exemple et révèle que certains titres requièrent toujours beaucoup de spontanéité.

## Discographie
Le chiffre de 20 millions de disques vendus apparaît parfois dans les médias. Or, en faisant le détail de chacun de ses disques (albums et singles), ses ventes réelles avoisinent plutôt les 7 millions en France.

### Albums studio
- 1975 : De vous à elle en passant par moi
- 1977 : Les Aventures de Simon et Gunther…
- 1978 : Le Chanteur
- 1979 : Face amour / Face amère
- 1980 : Un autre monde
- 1982 : Vendeurs de larmes
- 1983 : Loin des yeux de l'Occident
- 1985 : Sauver l'amour

### Albums en public
- 1981 : Balavoine sur scène
- 1984 : Balavoine au Palais des sports
- 2020 : Palais des Sports 1982

### DVD
- 2005 : Le chanteur (double DVD)
- 2007 : Master Série

### Diverses participations
- La Révolution française (1973) opéra-rock de Claude-Michel Schönberg et Alain Boublil.
- Participation comme choriste à la tournée de Patrick Juvet de 1973, qui a donné l’album-live Patrick Juvet vous raconte son rêve - (Olympia 73), sorti en 1974.
- Participation comme choriste, chanteur, auteur et compositeur sur certains titres de l’album Chrysalide, de Patrick Juvet, sorti en 1974.
- Starmania (album concept enregistré en studio en 1978) et Starmania, le spectacle (1979, enregistré en public au Palais des congrès à Paris).
- A participé activement à la carrière de Catherine Ferry (Bonjour bonjour, Vivre avec la musique, Quelqu'un quelque part…), dont il a écrit la plupart des chansons. Il a aussi fait les chœurs ou des duos avec elle.
- Belle en duo avec Frida, chanteuse du groupe ABBA et Lâchez mes cassettes en duo avec Marie-France Roussel, en 1983. Extraits du conte pour enfants Abbacadabra, dans lequel jouent et chantent Catherine Ferry, Fabienne Thibeault, Plastic Bertrand, Daniel Balavoine…
- Fait les chœurs de J'pense à elle tout l'temps de l'album USA/USSR (Amazoniaque), de Yves Simon en 1983.

## Distinctions
- 1979 : Prix Raoul-Breton pour Face amour / Face amère
- 1982 : Prix Diamant de la chanson française pour Vendeurs de larmes
- 1985 : Prix SOS Racisme pour la chanson L'Aziza
- 1986 : Victoire de la musique de l'album de l'année pour Sauver l'amour (à titre posthume)
- 2005 : 19e lors de l'émission Le Plus Grand Français de tous les temps
- 5 disques d'or et 2 d'argent lui ont également été remis lors de sa carrière.

## Association Daniel-Balavoine
L'« Association Daniel-Balavoine », loi de 1901, a été créée en mars 1986 par les amis et la famille pour répondre à l'appel de ceux qui souhaitaient continuer l'action en Afrique de l'Ouest de Daniel Balavoine et Thierry Sabine, tous deux décédés dans le crash du 14 janvier précédent. Son but principal est de fournir des motopompes d'irrigation pour la culture du riz au Sénégal, en Mauritanie et au Mali (tracé du Paris-Dakar). Ce matériel est destiné aux coopératives villageoises pour leur permettre d'atteindre l'auto-suffisance alimentaire. L'association se veut apolitique, sans position religieuse, et ouverte à tous. L'association est notamment animée par sa sœur Claire,.

## Mémoires
- Le 1er juin 1992 a été nommé à Alençon (Orne), dans le quartier de Perseigne, le square Daniel-Balavoine.
- Toujours dans cette même ville, le 29 novembre 2008, a été apposée sur la façade de sa première demeure (ou maison natale) une plaque au 85, rue de Bretagne (initialement 63 avant renumérotation), où il n'a résidé que jusqu'en octobre 1952.

## Documentaires
- À fleur de cœur : Daniel Balavoine, Antenne 2, 5 juillet 1986.
- Sunset Presse : Les derniers jours d'une icône, d'Anne Amado et Pierre Fauque, France 5, 2006.
- « Un jour, un destin » : Daniel Balavoine, un chanteur en colère, France 2, 25 juillet 2007.

## Filmographie
- 1980 : Alors… Heureux ? de Claude Barrois : le brancardier ; il a aussi composé la musique.
- 1982 : Qu'est-ce qui fait craquer les filles… de Michel Vocoret : un client de l'hôtel.

### Articles de presse
- Thierry Rouault, « L'ascension de l'apprenti-chanteur », Jukebox magazine, no 173,‎ 2001.